# Antoni Kozierowski

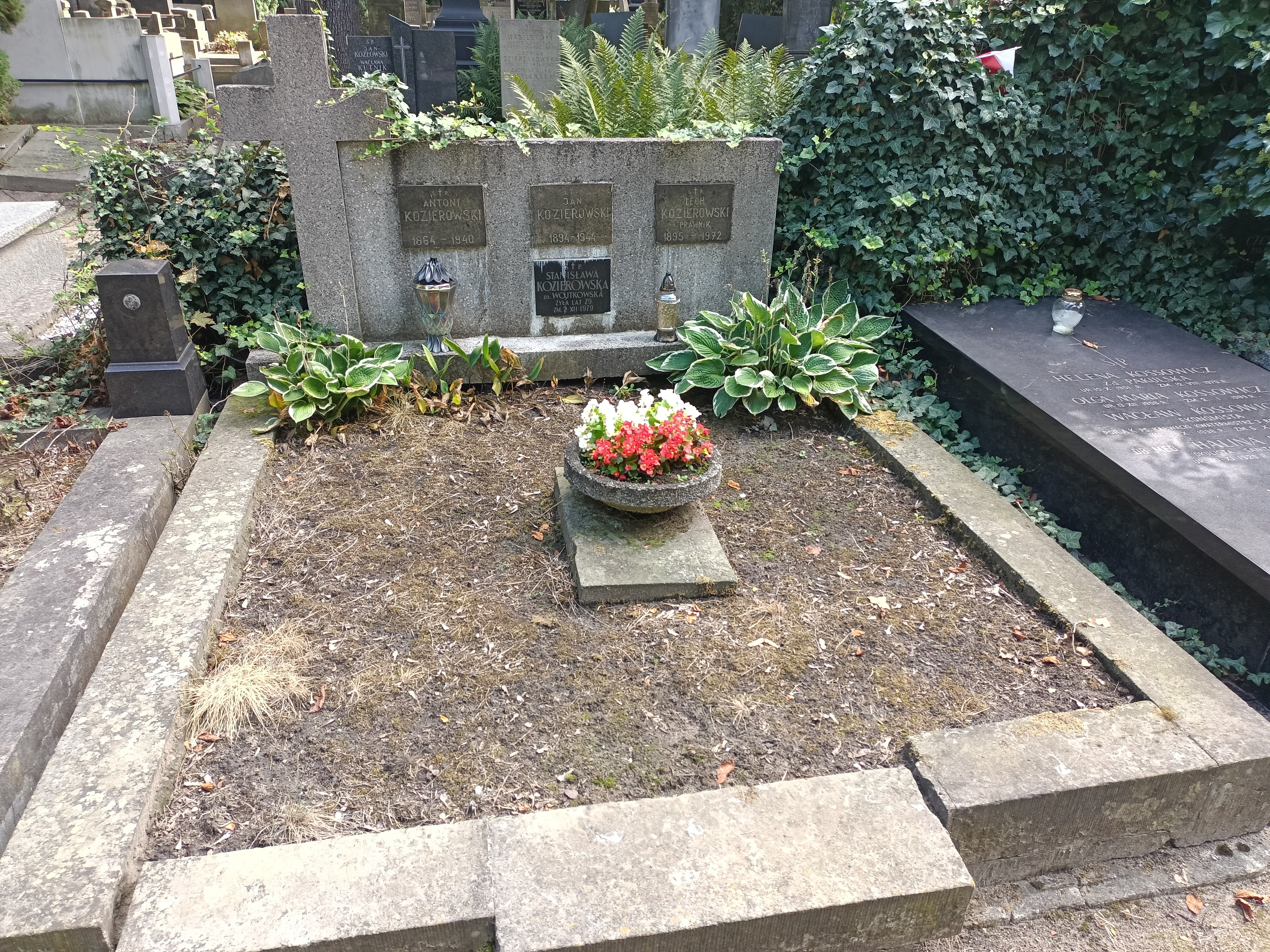
Nagrobek Antoniego Kozierowskiego na cmentarzu powązkowskim

Antoni Kozierowski (1864–1940) – polski inżynier technolog, dyrektor Szkoły Technicznej im. H. Wawelberga i S. Rotwanda

## Życie
Absolwent Instytutu Technologicznego w Petersburgu (1888). Działacz warszawskiego oddziału Stowarzyszenia Techników Polskich, członek stowarzyszenia Szkoły im. S. Staszica (1912-1913). Dyrektor warszawskiej Szkoły Technicznej im. H. Wawelberga i S. Rotwanda (1900-1901)..
Akcjonariusz i od 1926 członek zarządu S.A. Fabryka Przędzy i Tkanin Sztucznych "Chodaków".
Pochowany na Starych Powązkach w Warszawie (kwatera 37, rząd 4, miejsce 11).